# Goilberdingen
Goilberdingen is een buurtschap in de Nederlandse gemeente Culemborg, gelegen in de provincie Gelderland. Het ligt ten westen van de stad Culemborg aan de rivier de Lek. De buurtschap is gelegen nabij Werk aan het Spoel en Fort Everdingen, twee onderdelen van de Nieuwe Hollandse Waterlinie.
Goilberdingen is ook de naam van een woonwijk in de stad Culemborg. Deze ligt ten westen van de spoordijk. In de woonwijk is het rivierenlandschap herkenbaar gemaakt in de vorm van lange sloten, bruggetjes en kleine dijkjes om over te wandelen, geflankeerd door rijen fruitbomen. In het park staan veel walnotenbomen die in de herfst mensen uit de hele stad aantrekken. In dit park en aan de Luthulissingel grazen schapen in een vaste afrastering. Een deel van de verzorging hiervan is in handen van omwonenden.
Stad: Culemborg       Buurtschap: Goilberdingen

Gelderland: Steden en dorpen in Gelderland      Nederland: Provincies · Gemeenten